# Lijst van Stolpersteine in Amsterdam-Noord

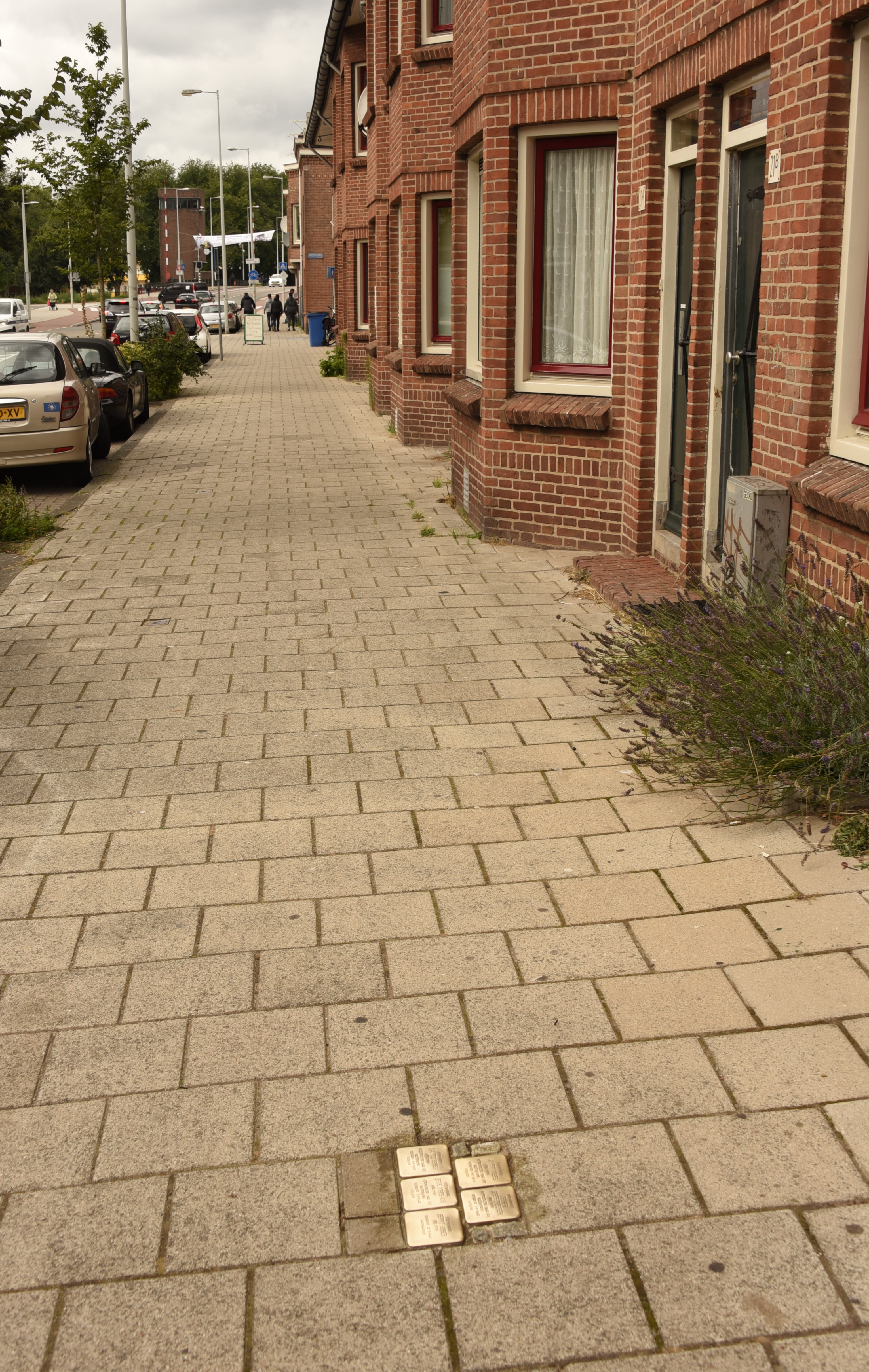
Herinnering aan de familie Gobes

De lijst van Stolpersteine in Amsterdam-Noord geeft een overzicht van de Stolpersteine in het stadsdeel Amsterdam-Noord in de Nederlandse provincie Noord-Holland die zijn geplaatst in het kader van het Stolpersteine-project van de Duitse beeldhouwer-kunstenaar Gunter Demnig.
Stolpersteine zijn opgedragen aan slachtoffers van het nationaalsocialisme, al diegenen die zijn vervolgd, gedeporteerd, vermoord, gedwongen te emigreren of tot zelfmoord gedreven door het nazi-regime. Demnig legt voor elk slachtoffer een aparte steen, meestal voor de laatste zelfgekozen woning. In Amsterdam-Noord liggen tien Stolpersteine, allemaal aan de Havikslaan. Omdat het Stolpersteine-project doorloopt, kan deze lijst onvolledig zijn.

## Stolpersteine
| Afbeelding | Inscriptie                                                                                            | Adres            | Herdachte persoon                                   |
| ---------- | --- | ---------------- | --------------------------------------------------- |
|            | HIER WOONDE MOSZEK JANKEL DIKSZTEJN GEB. 1885 VERMOORD 3-9-1943 AUSCHWITZ                             | Havikslaan 32    | Moszek Jankel Diksztejn (1885-1943)                 |
|            | HIER WOONDE GERRIT GOBES GEB. 1918 VERMOORD 27-7-1941 MAUTHAUSEN                                      | Havikslaan 23B   | Gerrit Gobes (1918-1941)                            |
|            | HIER WOONDE JOSEPH GOBES GEB. 1885 GEDEPORTEERD 1943 UIT WESTERBORK VERMOORD 2-7-1943 SOBIBOR         | Havikslaan 23B   | Joseph Gobes (1885-1943)                            |
|            | HIER WOONDE MAURITS GOBES GEB. 1914 GEDEPORTEERD 1943 UIT WESTERBORK VERMOORD 2-7-1943 SOBIBOR        | Havikslaan 23B   | Maurits Gobes (1914-1943)                           |
|            | HIER WOONDE ESTHER GOBES-PRESSER GEB. 1886 GEDEPORTEERD 1943 UIT WESTERBORK VERMOORD 2-7-1943 SOBIBOR | Havikslaan 23B   | Esther Gobes-Presser (1886-1943)                    |
|            | HIER WOONDE BETJE GOBES-VOS GEB. 1919 GEDEPORTEERD 1943 UIT WESTERBORK VERMOORD 2-7-1943 SOBIBOR      | Havikslaan 23B   | Betje Gobes-Vos (1919-1943), echtgenote von Maurits |
|            | HIER WOONDE ESTHER GROENTEMAN- VAN SWEEDEN GEB. 1861 VERMOORD 5-2-1943 AUSCHWITZ                      | Havikslaan 33    | Esther Groenteman-van Sweeden (1861-1943)           |
|            | HIER WOONDE LOUIS KWIESER GEB. 1921 VERMOORD 31-3-1944 MIDDEN-EUROPA                                  | Havikslaan 15 hs | Louis Kwieser (1921-1944)                           |
|            | HIER WOONDE SIENTJE KWIESER-JESAIJES GEB. 1880 VERMOORD 23-4-1943 SOBIBOR                             | Havikslaan 15 hs | Sientje Kwieser-Jesaijes (1880-1943)                |
|            | HIER WOONDE WILLY BENJAMIN LEUW GEB. 1934 VERMOORD 2-7-1943 SOBIBOR                                   | Havikslaan 9     | Willy Benjamin Leuw (1934-1943)                     |

## Data van plaatsingen
- 17 juni 2012
- 20 oktober 2022